# Tanytarsus dostinei
Tanytarsus dostinei är en tvåvingeart som beskrevs av Peter Scott Cranston 2000. Tanytarsus dostinei ingår i släktet Tanytarsus och familjen fjädermyggor. Inga underarter finns listade i Catalogue of Life.